# Саиме-султанија (ћерка Мурата III)
Саиме-султанија (тур. Saime Sultan) је била ћерка Мурата III. 

## Биографија
Саиме је рођена 1590-их као ћерка султана Мурата III. Након његове смрти 1595. године, пресељена је са остатком очевог харема у Стару палату.
Саиме је први удао султан Ахмед 1613. године за неког Мехмед-пашу. Током владавине султана Мурата IV, примала је 350 аспера дневно. 
Током владавине султана Ибрахима, удата је два пута; за Топал Ахмед-пашу и Сарукчи Мехмед-пашу. Била је у блиским односима са својом сестром Фахрихан-султанијом. Највећи део свог живота провела је у Старој палати.
Последњи пут је примила дарове дубровачких поликсара 1670. године, а умрла је пре 1676. године.